# Pictilabrus
Pictilabrus – rodzaj ryb okoniokształtnych z rodziny wargaczowatych.

## Klasyfikacja
Gatunki zaliczane do tego rodzaju:
- Pictilabrus brauni
- Pictilabrus laticlavius
- Pictilabrus viridis